# 101 Aquarii
101 Aquarii (b³ Aquarii) é uma estrela dupla na direção da Aquarius. Possui uma ascensão reta de 23h 33m 16.63s e uma declinação de −20° 54′ 52.3″. Sua magnitude aparente é igual a 4.70. Considerando sua distância de 320 anos-luz em relação à Terra, sua magnitude absoluta é igual a −0.26. Pertence à classe espectral A0V.